# تایپ ۸۰/۸۸
تایپ ۸۰/۸۸ خانواده ای از تانک اصلی میدان نبرد نسل دوم چینی هستند. آنها همچنین با کدهای شناسایی ZTZ80 و ZTZ88 شناخته می‌شوند. تایپ ۸۰ فلسفه طراحی خود را از تانک‌های نسل پیشین خود، یعنی تایپ ۶۹ و ۷۹ به ارث برد که یک شاسی و برجک به سبک اتحاد جماهیر شوروی را با فناوری غربی ترکیب کرده‌است. مانند سری تایپ ۶۹، طراحی اولیه تایپ ۸۰ دارای یک برجک نیم کره شبیه به تی-۵۴/۵۵ بود. شباهت دیگر این بود که راننده در قسمت سمت چپ لگن نشست. با این حال، تایپ ۸۰ از نسخه محلی توپ ۱۰۵ میلی‌متری ناتو به جای توپ ۱۰۰ میلی‌متری شوروی استفاده کرد. همچنین این اولین طرح چینی بود که با استفاده از سیستم شش چرخ جاده و سه غلطک پشتیبانی پیاده‌سازی گردید. تایپ ۸۰ اولین تانک چینی که دارای زره کامپوزیت کامپکتیتیکی بود.